# Donauwelle
La Donauwelle (dal tedesco "onda del Danubio"), anche conosciuta come Schneewittchenkuchen o Schneewittchentorte (dal tedesco "torta di Biancaneve"), è una torta tedesca a base di amarene, crema al burro e cacao.

## Preparazione
Dopo aver preparato un impasto a base di latte, farina e uova, questo viene dapprima posto in una teglia e successivamente cosparso con un altro impasto mescolato con il cioccolato. In seguito vengono aggiunte le amarene. Dopo aver cotto la torta, questa viene lasciata raffreddare e cosparsa di un composto a base di burro e zucchero. In seguito, la Donauwelle viene messa in frigo.